# Chrząstka stawowa

Budowa stawu

Chrząstka stawowa (łac. cartilago articularis) – chrząstka pokrywająca powierzchnie stawowe stykających się ze sobą kości. Zapobiega ścieraniu się kości, jest odporna na tarcie i ułatwia poślizg. Jest zbudowana z tkanki chrzęstnej szklistej, w wyjątkowych przypadkach z tkanki chrzęstnej włóknistej (np. w stawie mostkowo-obojczykowym lub stawie skroniowo-żuchwowym u człowieka). Ze względu na to, że nie jest pokryta ochrzęstną, poza okresem wzrastania nie jest zdolna do regeneracji. 